# European Women's Lobby
De European Women’s Lobby (EWL) is het grootste netwerk van vrouwenorganisaties in Europese Unie. Opgericht in 1990 om vrouwenrechten en gelijkheid van vrouwen en mannen te bevorderen, bestaat het anno 2017 uit meer dan 2000 organisaties. EWL-lidmaatschap strekt zich uit tot organisaties in alle 27 EU-lidstaten en de 3 kandidaat-lidstaten, evenals Europese netwerk organisaties in heel Europa.
De EWL is in Nederland gelinkt aan de Nederlandse Vrouwen Raad en in België aan de Nationale Vrouwenraad
Het secretariaat gevestigd in de Waterkrachtstraat 18, Brussel, België. 
Als een forum voor meer uitwisseling, samenwerking en integratie, fungeert de EWL als een platform om de vrouwenorganisaties van Europa te ondersteunen om een actieve rol te spelen bij het vormen van een Europees kader voor gendergelijkheid. EWL voorziet in een samenleving waarin de bijdrage van vrouwen aan alle aspecten van het leven wordt erkend, beloond en gevierd - in leiderschap, in de zorg en in de arbeid; waarin vrouwen zelfvertrouwen en keuzevrijheid hebben en vrij zijn van geweld en uitbuiting; en geen vrouw of meisje wordt achtergesteld.